# Bonbonniere
En bonbonniere er en brugskunstnerisk krukkelignende beholder ofte af porcelæn eller glas, der bruges til opbevaring af bolsjer, konfekt eller lignende. Navnet er et fremmedord fra det franske bonbonnière, afledt af fransk bonbon der bredt betyder slik i form af bolsje eller godte.
De rummer typisk fra en halv liter til to, og mange af udgaverne i glas har en form for opsats, der benyttes til at løfte låget.
I Danmark har mange glas- og porcelænsproducenter fremstillet disse gennem tiderne, heriblandt Den kongelige Porcelainsfabrik (i dag Royal Copenhagen), Holmegaard Glasværk, Lyngby Porcelæn og Kähler Keramik, hvorfor der foruden nye udgaver ofte er et bredt udvalg af dem til salg hos antikvariater og genbrugsbutikker. Eksempelvis har Royal Copenhagen forsat bonbonniere i produktion.
| - Bonbonnièrer på Hallwylska museet i Stockholm - Bonbonnière, 1700-tallet - Bonbonnière, 1760-tallet - Bonbonnière, 1773-1776. |